# Sandweiler
Sandweiler (luxemburgisch Sandweilerⓘ) ist eine Gemeinde im Großherzogtum Luxemburg und gehört zum Kanton Luxemburg.

## Zusammensetzung der Gemeinde
Die Gemeinde besteht aus den Ortschaften Findel und dem Hauptort Sandweiler.

## Verschiedenes
Im Gemeindegebiet befindet sich der internationale Flughafen Luxemburg. 1939 begann man damit, das Terrain zu richten. Im Zweiten Weltkrieg wurde das Gelände als deutsche Flugschule für Segelflieger genutzt. Der Flughafen wurde 1946 eingeweiht.
1955 wurde die Hauptbahn von 2.000 auf 2.830 Meter erweitert und mit den Jahren nochmals verlängert. Heute ist die Start- und Landebahn 4000 Meter lang. 1975 wurde das neue Terminalgebäude in Betrieb genommen. 1993 wurde ein neuer, 35 Meter hoher Tower errichtet.
Sandweiler beherbergt die Deutsche Kriegsgräberstätte Sandweiler mit Gräbern von 10.913 gefallenen deutschen Soldaten aus dem Zweiten Weltkrieg und einem Soldaten aus dem Ersten Weltkrieg.
Im Naturschutzgebiet Birelergronn im Tal der Birelerbaach fließt Wasser aus Quellen, das heute als Trinkwasser für Sandweiler und die Stadt Luxemburg genutzt wird.

## Verkehr
Der Bahnhof Sandweiler-Contern wird von zwei Nahverkehrslinien jeweils im Stundentakt angefahren: Die Regionalbahnlinie der CFL verkehrt von Luxembourg-Gare nach Wasserbillig sowie durch den RE11 von Luxembourg-Gare über Wasserbillig, Trier Hbf, Wittlich, Bullay und Cochem nach Koblenz Hbf und retour.

## Persönlichkeiten
- Alphonse Weicker (* 1891 in Sandweiler; † 1973 in Sandweiler), Fußballspieler
- Emile Hemmen (* 1923 in Sandweiler; † 2021), Schriftsteller